# Brian G. W. Manning
| (4506) Hendrie      | 24. März 1990     |
| (4751) Alicemanning | 17. Januar 1991   |
| (6156) Dall         | 12. Januar 1991   |
| (6191) Eades        | 22. November 1989 |
| (7239) Mobberley    | 4. Oktober 1989   |
| (7465) Munkanber    | 31. Oktober 1989  |
| (7519) Paulcook     | 31. Oktober 1989  |
| (7573) Basfifty     | 8. November 1989  |
| (8166) Buczynski    | 12. Januar 1991   |
| (8545) McGee        | 2. Januar 1994    |
| (8914) Nickjames    | 25. Dezember 1995 |
| (10381) Malinsmith  | 3. September 1996 |
| (10515) Old Joe     | 31. Oktober 1989  |
| (10538) Torode      | 11. November 1991 |
| (15347) Colinstuart | 26. Oktober 1994  |
| (24728) Scagell     | 11. November 1991 |
| (52633) Turvey      | 30. November 1997 |
| (69273) 1989 TN1    | 4. Oktober 1989   |
| (100690) 1997 YY6   | 25. Dezember 1997 |

Brian George William Manning (* 14. Mai 1926 in Birmingham; † 10. November 2011) war ein britischer Amateurastronom und Asteroidenentdecker.
Er begann sein Berufsleben als technischer Zeichner und wechselte später als Messtechnikspezialist an die University of Birmingham. In den späten 1950er Jahren konstruierte er in einer Werkstatt eine interferenzgesteuerte Messeinrichtung, mittels der es möglich war, Beugungsgitter bis zu einer Größe von sechs Quadratzoll zu vermessen.
Im Zeitraum von 1989 bis 1997 entdeckte er an seiner privaten Stakenbridge-Sternwarte (IAU-Code 494) insgesamt 19 Asteroiden.
Im Jahre 1988 wurde der Asteroid (3698) Manning nach ihm benannt.
Im Jahre 1990 wurde er mit dem H. E. Dall-Preis der British Astronomical Association ausgezeichnet.

## Quelle
- Lutz D. Schmadel: Dictionary of Minor Planet Names. 5th ed. Springer, Berlin 2003, ISBN 3-540-00238-3 (engl.) Voransicht bei Google Book Search